# Ministério do Meio Ambiente e Energia

Brasão de armas da Costa Rica.

O Ministério do Meio Ambiente e Energia (em castelhano:  Ministerio de Ambiente y Energía, também conhecido por sua sigla MINAE) é a instituição encarregada de administrar os recursos da Costa Rica destinados a proteção do meio ambiente e afins. Ela é composta de várias agências descentralizadas e outras filiadas.
Surgiu como Ministério dos Recursos Naturais, Energia e Minas (em castelhano:  Ministerio de Recursos Naturales, Energía y Minas – MIRENEM), porém uma transformação profunda realizada décadas atrás o converteu no atual MINAE.

## Fonte
- Site Oficial